# Debaryomycetaceae
Debaryomycetaceae é uma família de fungos da ordem Saccharomycetales.

## Géneros
Os géneros seguintes são aceites na família Debaryomycetaceae:
- Babjeviella
- Meyerozyma
- Millerozyma
- Nematodospora
- Priceomyces
- Scheffersomyces

Adicionalmente, a base de dados online MycoBank inclui Debaryomyces e Schwanniomyces em Debaryomycetaceae, mas o Catalogue of Life inclui ambos na família Saccharomycetaceae.